# V lazorevoj stepi
V lazorevoj stepi (В лазоревой степи) è un film del 1970 diretto da Oleg Aleksandrovič Bondarёv, Vitalij Michajlovič Kol'cov, Valerij Jakovlevič Lonskoj e Vladimir Georgievič Šamšurin.